# Crocidura tansaniana
Crocidura tansaniana är en däggdjursart som beskrevs av Rainer Hutterer 1986. Crocidura tansaniana ingår i släktet Crocidura och familjen näbbmöss. IUCN kategoriserar arten globalt som starkt hotad. Inga underarter finns listade i Catalogue of Life.
Arten förekommer i bergstrakter i nordöstra Tanzania och kanske i angränsande områden av Kenya. Utbredningsområdet ligger 1500 till 1800 meter över havet. Crocidura tansaniana vistas i regnskogar. Den kan i viss mån anpassa sig till skogsbruk.